# Skarðsfell (bergstopp)
Skarðsfell är en bergstopp i republiken Island. Den ligger i regionen Västfjordarna, 180 km norr om huvudstaden Reykjavík. Toppen på Skarðsfell är 237 meter över havet.
Trakten runt Skarðsfell är nära nog obefolkad, med mindre än två invånare per kvadratkilometer. Närmaste större samhälle är Hólmavík, nära Skarðsfell. Trakten runt Skarðsfell består i huvudsak av gräsmarker.